# Triskelion
Triskelion, triskeles (stgr. τρισκελής – „trójnóg”, „trójnożny”), także trykwetr – znak złożony z trzech jednakowych elementów: ramion, spiral, meandrów itp.) tworzących cykliczny wzór geometryczny w postaci grupy cyklicznej C3. 

## Opis
Triskelion występował już w sztuce neolitycznej. Najstarsze zachowane znalezisko z tym znakiem odkryte na Malcie jest datowane na okres 4400–3600 lat p.n.e. Triskelion można też odnaleźć w całej Europie. Umieszczono go na megalitycznym grobowcu w irlandzkim Newgrange z 3200 r. p.n.e., jak też na wazach z greckich Myken. Jako trójnogi pojawia się na fladze Sycylii, dokąd trafił z Grecji. Zachował się na flagach celtyckiej Wyspy Man, w herbie bawarskiego miasteczka Füssen, widoczny też w litewskim magnackim herbie Trąby rodu Radziwiłłów. Współcześnie używany przez środowiska neopogańskie, a także w charakterze alternatywy dla swastyki jako symbol organizacji neonazistowskich w postaci złożonej z trzech siódemek.
W Irlandii trójelementowy wir wywodzi się ze staroceltyckich inskrypcji, można go znaleźć na starożytnych kamieniach i innych obiektach w całym kraju. Gdy w Irlandii pojawiło się chrześcijaństwo, symbol ten został przejęty jako graficzny znak Trójcy Świętej.

## Symbole będące triskelionem

Współczesna wersja
Triskelion celtycki - wersja neolitycznego symbolu potrójnej spirali
Symbol BDSM

## Triskelion w weksylologii i heraldyce

Triskelion z flagi Sycylii
Triskelion z flagi Wyspy Man
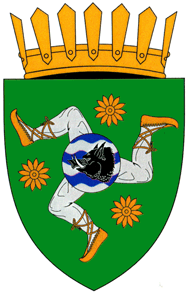
Triskelion z herbu Sărata-Galbenă
Triskelion z herbu Dukli
Triskelion z herbu Zakliczyna
Triskelion z flagi Afrykanerskiego Ruchu Oporu
Triskelion w emblemacie 27 Ochotniczej Dywizji Grenadierów Pancernych SS (1 flamandzkiej) „Langemarck”
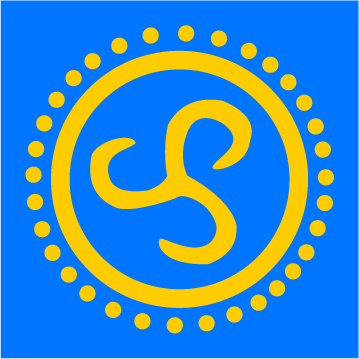
Triskelion w symbolice związku wyznaniowego Rodzima Wiara
Flaga Ust-Ordyńskiego Okręgu Buriackiego Federacji Rosyjskiej.
Flaga Inguszetii.
Godło Królestwa Ryukyu
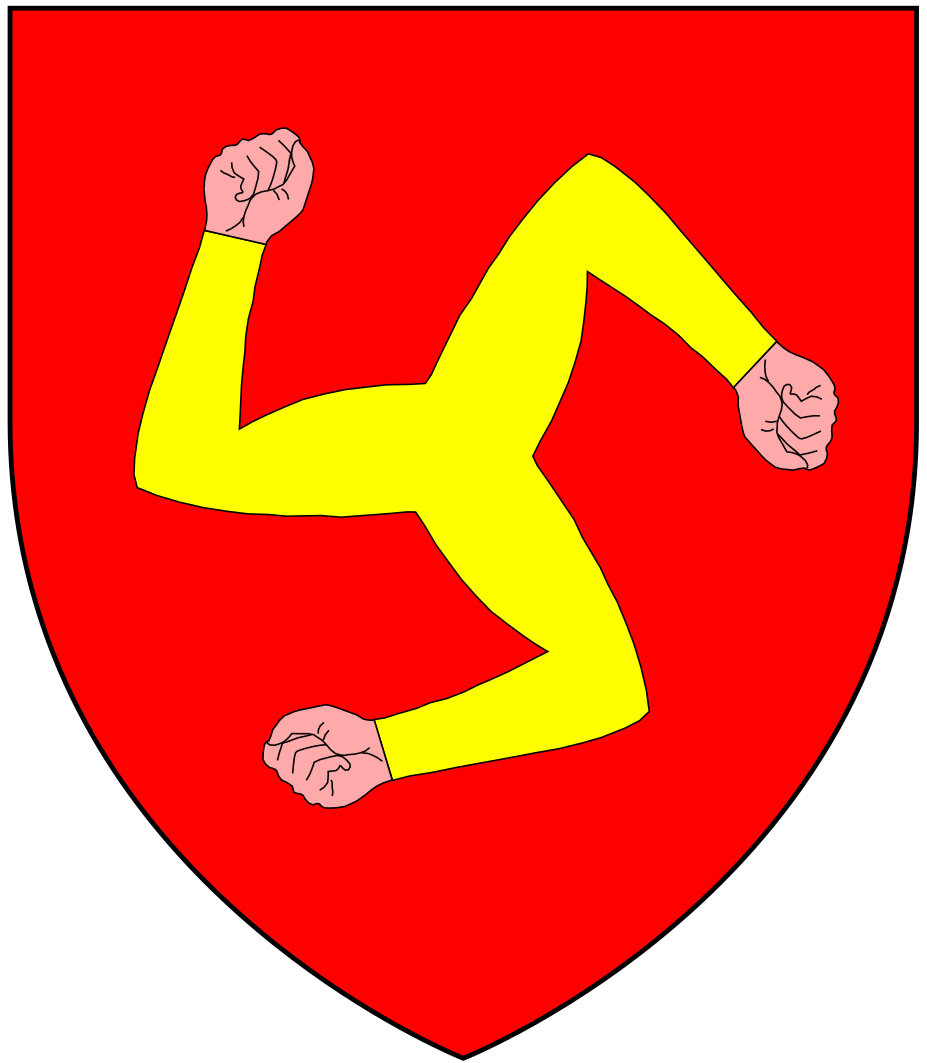
Godło kornwalijskiej rodziny Tremayne